# Авад аль-Анази
Авад аль-Анази (араб. عواد العنزي‎; род. 24 сентября 1968, Саудовская Аравия) — саудовский футболист, игрок сборной Саудовской Аравии, выступавший на позиции защитника. Участник чемпионата мира 1994 года.

## Клубная карьера
Всю свою футбольную карьеру представлял цвета команды «Аш-Шабаб» (Эр-Рияд). Дважды выигрывал с командой чемпионат Саудовской Аравии в сезонах 1991/1992 и 1992/1993. Также выиграл Кубок наследного принца в сезоне 1992/1993, Арабскую лигу чемпионов в сезоне 1991/1992 и Клубный кубок чемпионов Персидского залива в сезонах 1991/1992 и 1993/1994.

## Карьера в сборной
31 октября 1992 года аль-Анази дебютировал за сборную Саудовской Аравии. Это был матч против Катара, сыгранный в рамках Кубка Азии 1992 года. Матч закончился вничью 1:1, Саудовская Аравия заняла 2-е место, проиграв финальный матч Японии 0:1.
В том же году был вызван в сборную на Кубок Короля Фахда. Он был резервным игроком на турнире, а Саудовская Аравия завершила турнир на 2-м месте, проиграв финальный матч Аргентине со счетом 1:3. Два года спустя Хорхе Солари вызвал аль-Анази на чемпионат мира. Во время чемпионата мира в США сыграл в победном матче против Марокко (2:1). Это также была его последняя игра за сборную, за которую он сыграл в 3 играх в период с 1992 по 1994 год.

## Достижения
Аль-Шабаб (Эр-Рияд)
- Чемпионат Саудовской Аравии (2): 1991/1992, 1992/1993
- Кубок наследного принца: 1992/1993.
- Арабская лига чемпионов: 1991/1992.
- Клубный кубок чемпионов Персидского залива (2): 1991/1992, 1993/1994

Саудовская Аравия
- Финалист Кубка Азии: 1992
- Финалист Кубка Короля Фахда: 1992